# Canibalisme

Canibalisme al Brasil, descrit per Hans Staden (1557)

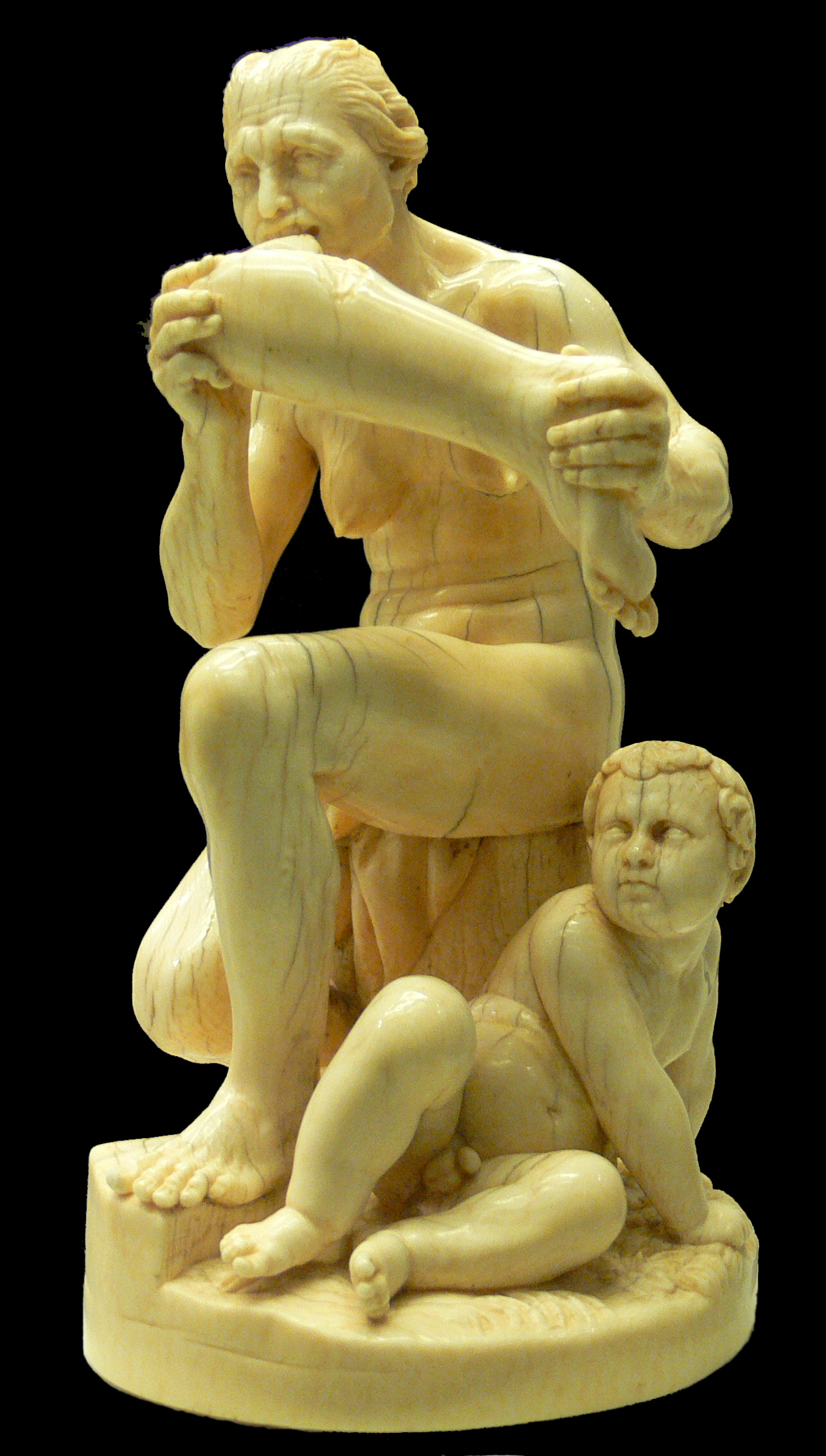
"Dona caníbal", escultura en vori de Leonhard Kern (c. 1650).

El canibalisme és la pràctica d'alguns animals consistent a alimentar-se d'individus de la mateixa espècie. Usualment, se sol emprar el terme canibalisme per referir-se a l'acte en el qual un ésser humà (Homo sapiens) es menja a un altre ésser humà, sent aquest l'únic cas en el qual es donen alhora el canibalisme i l'antropofàgia. Per extensió, s'empra també per referir-se a la reparació de màquines o vehicles mitjançant la reutilització de peces d'altres màquines similars.
El terme prové de la seva pràctica per part de la tribu caniba o carib, provinent de la paraula caniba o cariba utilitzada pels taïnos, poble sotmès als caribs, que Cristòfol Colom va trobar a l'illa d'Hispaniola en el seu primer viatge a Amèrica.
En casos aïllats s'ha acusat d'actes de canibalisme a les poblacions enemigues com a mitjà de propaganda amb què desproveir-les de tota civilització o humanitat. D'aquesta forma la conquesta, podia ser més fàcilment justificada moral i legalment la repressió o qualsevol tipus de tracte inhumà i vexatori. Un altre exemple d'aquesta tendència seria l'acusació de canibalisme cap als cristians en l'època romana que va facilitar la seva criminalització i posterior repressió.
L'antropofàgia es refereix a menjar carn específicament d'humans, però per entendre millor la diferència. Per exemple:
- Els cocodrils adults de diverses espècies han arribat a menjar cries de la seva pròpia espècie, i això els fa caníbals però no antropòfags;
- Alguns altres cocodrils han arribat a menjar humans, i això els fa antropòfags però no caníbals.

En conclusió, només en el cas de persones menjant persones coincideixen ambdós termes en una sola espècie.

## Canibalisme social
Existeixen escasses proves directes de canibalisme social en els humans, el que contrasta amb la gran quantitat de relats sobre això, la qual cosa fa dubtar de la veracitat d'alguns d'aquests relats. Exceptuant casos d'individus o petits grups en relació al canibalisme social, el practicat per grans grups de població d'una manera generalitzada i acceptada, està amb un escàs suport de proves. Sembla provada l'existència del canibalisme ritual com a ofrena als déus o com a manera d'obtenir la força i el valor del guerrer enemic.
En situacions de fam està provat el recurs del canibalisme. Tanmateix, aquesta última pràctica és difícil considerar-la com a canibalisme social, ja que, en la majoria dels casos, no compta amb l'acceptació de la societat en la qual es realitza, sinó que és fruit de la desesperació i la necessitat. En aquests casos solen ingerir-se els cossos dels morts per altres causes i és poc freqüent l'homicidi amb finalitats caníbals.
El canibalisme com a forma habitual de sosteniment alimentari no ha estat provat i els casos de què se sol parlar es basen en fonts que podríem qualificar de parcials com, per exemple, conquistadors, enemics o exploradors. S'han atribuït aquestes pràctiques a moltes tribus i ètnies: celtes, indis amazònics, asteques, pigmeus i altres nadius de la conca del riu Congo, o les tribus Korowai i Fore de Nova Guinea. Actualment, ha disminuït la seva pràctica i en les civilitzacions actuals es rebutja socialment i se sanciona legalment; l'extensió i acceptació social en el passat és un tema debatut per l'antropologia i s'emmarca en el relativisme cultural. Els casos particulars en les nostres societats, actualment es relacionen amb situacions extremes de gana, criminals o persones amb grans problemes psicològics.

## Casos històrics
A Europa hi ha diverses mostres documentades, a França, a Alemanya i a Espanya. Entre altres, en els jaciments arqueològics d'Atapuerca on, mitjançant l'estudi de les marques als ossos trobats a la cova de la gran dolina, demostren que es va practicar un canibalisme que, amb tota seguretat, no va ser producte d'una fam i ni s'aprecia cap intenció ritual, sinó que és un exemple de l'anomenat canibalisme gastronòmic; amb 800.000 anys d'antiguitat, aquest és l'exemple de canibalisme més antic d'Europa.
A l'antic Egipte, a finals del mil·lenni III aC, a causa d'una sequera molt persistent, la gana va portar la gent a la insurrecció i al canibalisme, en l'única ocasió coneguda d'Egipte, època documentada en la història egípcia com "els anys dels xacals". Aquest esdeveniment va provocar el final de l'Imperi Antic, i donant lloc al Primer període intermedi d'Egipte.
A Amèrica del Nord, l'anàlisi de les restes descobertes en jaciments arqueològics habitats entre el 1150 i el 1200 pels indis anasazi, va confirmar l'existència de canibalisme en aquest poble. Primerament divulgat el 1967 pel bioarqueòleg Christy G. Turner, es va provar més concretament en la dècada dels 90 l'existència de canibalisme, per les troballes de Richard Marlar de l'Escola de Medicina de la Universitat de Colorado. Ell i els seus col·laboradors diuen haver trobat hemoglobina humana als vasos de ceràmica de la cultura anasazi, fet que suggereix que van ser cuinats amb sang humana. Més encara, en copròlits humans cremats (antigues deposicions), trobats a prop del foc en un dels refugis abandonats, també es va comprovar l'existència d'hemoglobina humana.
Diversos arqueòlegs diuen que algunes ruïnes a Mesoamèrica i Sud-amèrica contenen mostres de canibalisme, i es discuteix sobre l'extensió del canibalisme ritual en algunes cultures africanes o polinèsies; es creu que va ser el destí final del capità James Cook.
Segons els relats dels conquistadors, entre els pobles indis aliats i adversaris d'Hernán Cortés la pràctica del canibalisme era habitual en actes religiosos i després de les escaramusses, portant-se fins i tot sal a les batalles per salar els enemics morts i que els durés més temps la seva carn, i així tornar amb ella als seus poblats i repartir-la entre els familiars:
| « | Es van espantar els illencs de veure aquella flota i es van endinsar a la muntanya, deixant desemparades les seves cases i hisendes. Van entrar alguns espanyols a l'interior del territori i van trobar quatre dones amb tres criatures i les van portar a Cortés, i pels senyals que li feren els indis que amb ell anaven, va entendre que una d'elles era la senyora d'aquella terra i la mare dels nens. El va fer Cortès bon tractament, i ella va fer venir allà al seu marit, el qual va manar donar als espanyols bones posades i molt de regals. I quan va veure Cortés que ja estaven assegurats i contents, va començar a predicar-los la fe de Crist. Va manar a la llengua que portava, que els digués que els volia donar un altre Déu millor que el que tenien. Els va pregar que adoressin la Creu i una imatge de Nostra Senyora, i van dir que els plaia. Els va portar al seu temple i els va trencar els ídols i va posar al seu lloc creus i imatges de Nostra Senyora, el qual tot van tenir els indis per bo. Sent allà Cortés mai no van sacrificar homes, que ho solien fer cada dia. | » |

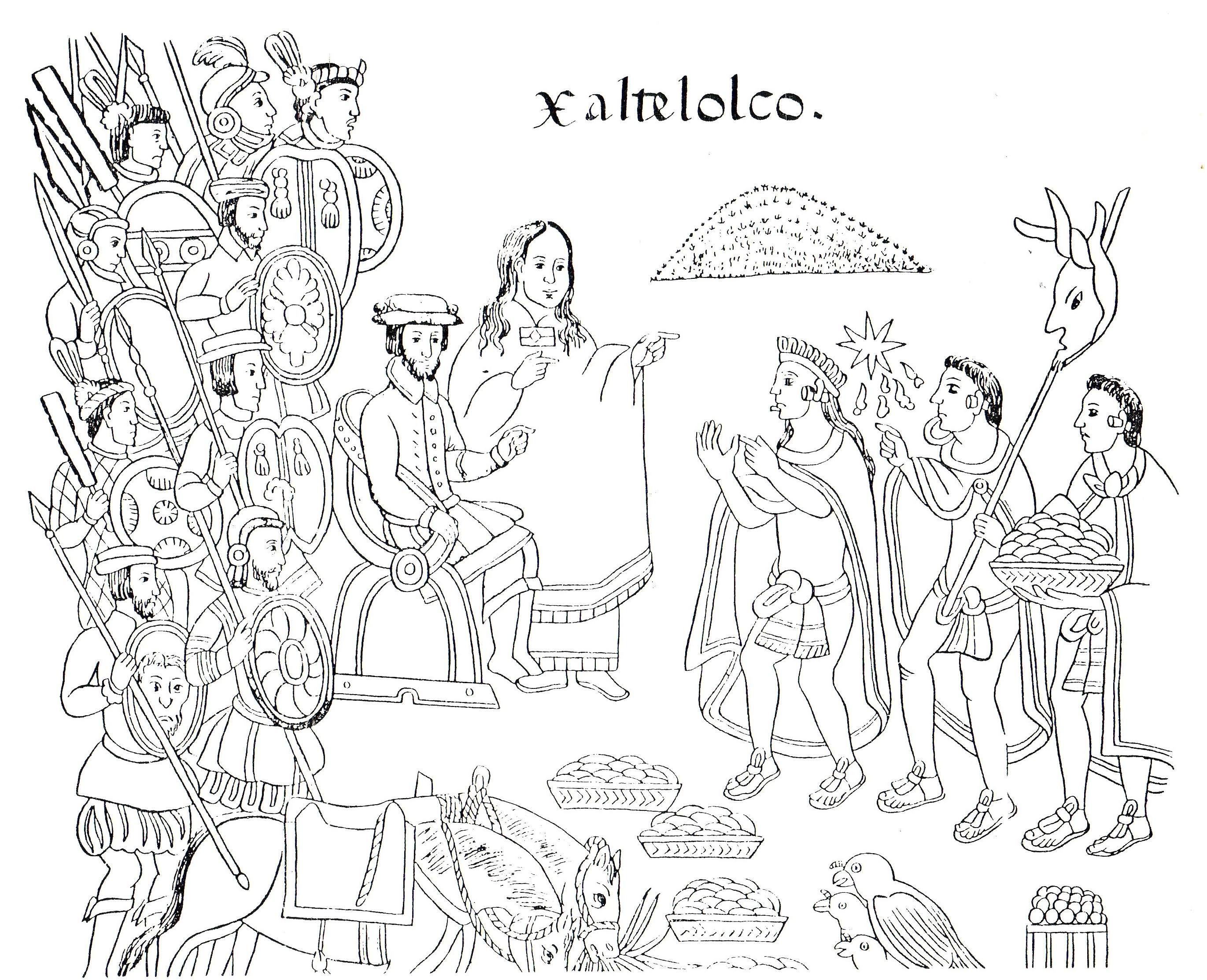
Malintzin tradueix per a Hernán Cortés.

Sens dubte una de les societats que més van desenvolupar aquesta pràctica en el passat va ser la dels guaranís, que ho practicaven amb finalitats religioses. El principi bàsic que sostenia l'antropofàgia guaraní era que la persona acumula energia al llarg de la seva existència, i que aquesta energia pot ser utilitzada per una altra persona per expandir la consciència. L'objectiu vital dels guaranís era transcendir els límits de l'existència quotidiana accedint al que anomenaven "La Terra sense mal", un estat vital on una persona escapava al mal, i fins i tot a la mort, entesa com a supressió del nivell físic de l'existència. En aquest context, consumir primer la personalitat d'un individu i després el seu cos físic, donava al practicant un increment d'energia impossible d'aconseguir per altres mitjans. D'allà que els guaranís no mengessin a qualsevol, sinó tan sols als millors. El canibalisme era part del "camí cap a la perfecció" o aguyé.

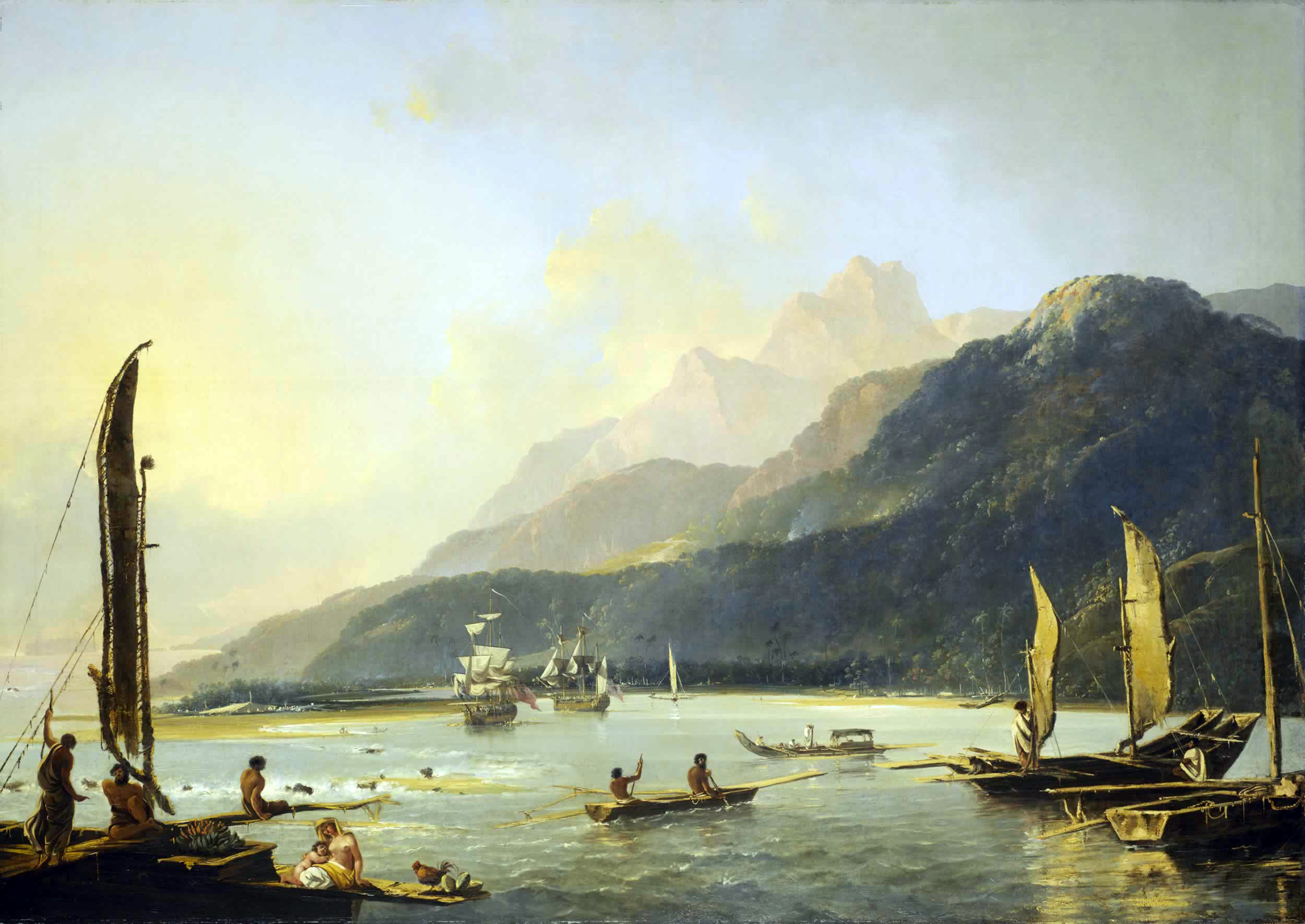
La Hodges, la Resolution i lAdventure a Matavai Bay.

El 14 de febrer de 1779, a Kealakekua Bay, Hawaii, el comandant James Cook (Màster and Commander) de l'expedició de la marina anglesa i alguns dels seus homes, van ser morts i consumits per la població local, tot i que encara hi ha controvèrsia sobre la certesa aquest fet. El desencadenant va ser un intent fallit de segrestar al seu rei, en represàlia pels robatoris dels nadius. Les restes van ser després recuperades i se'ls va fer un funeral marí.
A Xile, durant el període de la conquesta espanyola i en el context de la Guerra d'Arauco, els maputxes van practicar el canibalisme, primer amb els seus presoners espanyols masculins i després entre ells mateixos arran de la fam que van patir entre els 1554 i el 1556, quan eren dirigits per Lautaro.
En 1809, els 66 passatgers i la tripulació del vaixell The Boyd van ser morts i menjats per maoris a la península de Whangaroa, a Northland (Nova Zelanda). Això va ser una revenja (utu) per l'assotament d'un maori amb fuet que va refusar treballar al vaixell durant el viatge des d'Austràlia. El fet roman com la matança més gran en la història d'aquest país.

## Casos recents
El cas potser més conegut sigui el del setge de Leningrad el 1941, que en 900 dies de setge van morir al voltant d'1.500.000 persones i es van donar molts casos de canibalisme entre els seus habitants, molts van sobreviure depredant qui queien als seus habitacles atraient-los amb el pretext d'obtenir menjada. A qui van ser sorpresos se'ls va aplicar la llei marcial.
El canibalisme, així mateix, també és practicat com a últim recurs en situacions de gana. Un exemple recent d'això va ser l'extrema situació dels jugadors de rugbi uruguaians supervivents d'un accident aeri en els Andes el 1972, van aconseguir sobreviure alimentant-se dels cossos de les víctimes mortals de l'accident. El canibalisme com a forma de supervivència va ser realitzat després d'una oració solemne. Més tard es va justificar plenament l'acció de supervivència.
A les selves de Nova Guinea hi ha moltes comunitats natives aïllades, moltes d'elles aguerrides, algunes de les quals han practicat el canibalisme, principalment atacant els seus veïns, altres vegades per ritual retut a seus de nou difunts (és el que els provocava la malaltia coneguda com a kuru).
En guerres o èpoques de gana sorgeixen sovint relats d'aquest tipus de canibalisme. Alguns exemples, més o menys debatuts, serien: a la Unió Soviètica en els anys 1930; durant el setge de Leningrad en la Segona Guerra Mundial; a la Xina, durant la guerra civil i durant "El gran salt endavant"; les tropes japoneses ho van poder practicar ocasionalment en la segona guerra mundial en la Guerra del Pacífic.
L'11 de juliol de 1981 Issei Sagawa va assassinar d'un tret Renée Hartevelt, de 25 anys, va esquarterar el cos i el va menjar. Narraria la seva experiència caníbal en un posterior llibre. Actualment Sagawa viu en llibertat a Tòquio i és una petita celebritat al Japó, sovint és convidat a participar com a conferenciant i comentarista en televisió.[4]
El març de 2001 Armin Meiwes va gravar en video com va tallar el penis, va assassinar, va esquarterar i es va menjar Bernd Brandes amb qui va contactar per internet i que suposadament li va demanar que el matés i després el devorés. Per això Armin Meiwes és conegut com a: El Caníbal de Rotemburg.
A Mèxic, el 8 d'octubre de 2007, membres del Procuradoratge General de Justícia del DF van anar a la casa de José Luis Calva Zepeda i el van arrestar sota la sospita de ser responsable de la desaparició de la seva núvia Alejandra Galeana Garabito, que havia estat vist per última vegada el dia 6 del mes. Es va trobar el cos esquarterat d'aquesta dona i algunes parts fregides en una paella. No s'ha comprovat científicament que ingerís carn humana, i ell mateix ho va negar abans de morir, però algunes dades apunten que així va ser. Va tractar d'escapar a través d'una finestra, però es va danyar en l'intent i va ser agafat. La policia va trobar restes del cos de la seva núvia, carn humana al refrigerador, una paella amb carn humana fregida i ossos humans en una caixa de cereal, a més d'un llibre sense acabar titulat "Instints Caníbals" o "12 dies" i una foto d'Anthony Hopkins en el seu paper d'"Hannibal Lecter". No seria el primer cas de canibalisme a Mèxic.

## Canibalisme en la cultura popular
- En la mitologia grega, al déu Crono se li va profetitzar que un dels seus fills el destronaria, per la qual cosa cada vegada que naixien els seus fills, els devorava; però la seva esposa Rea, farta d'aquest costum, quan anaven a néixer seu cinquè i sisè fills, Rea va parir en secret i vegada nascut Zeus, li va donar una pedra en lloc del seu fill; el mateix va ocórrer amb Poseidón, que va menjar un poltre, en lloc del fill. Una vegada crescut el Zeus, va obligar el seu pare a vomitar els seus germans: Hera, Deméter, Hestia i Hades.
- L'esmentat cas dels Supervivents dels Andes va provocar la generació de notícies, llibres i pel·lícules.
- Probablement l'aparició més coneguda d'un caníbal en la cultura moderna sigui la del Dr. Hannibal Lecter.
- També apareix en la pel·lícula "Voraç"
- Apareix també com temi a múltiples obres, des de Tito Andrónico de William Shakespeare, fins a la pel·lícula Cuando la destinació ens abast (Soylent Green) on els cossos humans eren processats en galetes.
- Un dels caníbals més reconeguts durant el segle XXI ha estat l'alemany Armin Meiwes, conegut com el caníbal de Rotenburgo.
- Controvertidament, hi ha qui argumenta que menjar-se les ungles i les pells dels dits és un tipus d'autocanibalisme.
- Existeix un capítol de la sèrie Dones Assassines Emilia, Cuinera on Emilia ven arrebossades amb la carn d'un home que l'assetjava sexualment.

## Canibalisme no humà
Diverses espècies animals no humanes recorren al canibalisme. Es va citar ja el cas dels cocodrils. S'ha vist alguns insectes menjar-se els seus propis fills en èpoques d'extrema escassetat, i això els ajuda a sobreviure per a quan passi la crisi, ja que les seves cries de qualsevol manera tenen molt poques o nul·les possibilitats de sobreviure. Els aràcnids femelles que es mengen el mascle com en el cas dels escorpins i aranyes. Per a aquest final, s'ha vist lleones abandonant als seus fills en casos de crisi extrema, però no menjar-se'ls, això ho han fet mascles invasors que busquen prenyar les mares, encara que generalment només els maten.
S'ha vist a gosses menjar-se algun dels seus fills nounats, però no se sap si ho han fet per gana o el bebè menjat va néixer amb algun defecte no visible que la mare va olorar, encara que en aquests casos generalment només els deixen morir de gana.
Una espècie de grill cavernícola es menja les seves potes posteriors, i un altre de Texas es menja els seus alas.[5] En aquests casos ja es parla d'autofagia.

## El canibalisme a l'Antic Testament
En la tradició judeocristiana Jahvè/Déu adverteix freqüentment els jueus que la seva desobediència seria la causa de catàstrofes que podrien afectar el seu poble, per exemple, pel seu abandonament de la fe jueva. Les catàstrofes i fams serien tan enormes que els jueus podrien veure's reduïts a pràctiques com el canibalisme. que indica el coneixement de la seva causa entre els antics israelites.

Així en el Deuteronomi, Yahvé adverteix els jueus de les conseqüències de la desobediència. Una d'elles és el setge per part de cruels enemics, que assolarien seus terra, assetjarien les seves ciutats en condicions tan espantoses que els jueus haurien de recórrer al canibalisme per sobreviure al setge.
| « | Yahvé portarà contra tu una nació vinguda de lluny, dels confins de la terra, que volarà com l'àguila, una nació la llengua de la qual no entendràs; gent fera de rostre, que no tindrà respecte de l'ancià ni perdonarà al nen. Ella es menjarà el fruit de la teva bèstia i el fruit de la teva terra, fins que moris; no et deixarà gra, ni most, ni oli, ni la cria de les teves vaques, ni els ramats de les teves ovelles, fins destruir-te... Menjaràs el fruit del teu ventre, la carn dels teus fills i de les teves filles que Yahvé, el teu Déu, et va donar, al mig del lloc i el conflicte amb què t'angoixarà el teu enemic. L'home més amable i delicat entre els teus mirarà amb mals ulls al seu germà, a la dona del seu cor i a la resta dels fills que li quedin, per no compartir-hi la carn dels seus fills, que ell es menjarà, per no haver-li quedat res al mig del setge i l'angoixa a què el teu enemic reduirà totes les teves ciutats. La més amable i delicada entre vosaltres, de delicadesa tan pura i tendresa que mai no intentaria asseure sobre la terra la planta del seu peu, mirarà amb mals ulls al marit del seu cor, al seu fill, a la seva filla, i per mancar de tot, s'ocultarà per menjar la placenta que surt d'entre els seus peus i als fills que doni a llum, al mig del setge i l'angoixa a què et reduirà el teu enemic a les teves ciutats. | » |

De manera similar, en una de les seves profecies, la del càntir trencat, Yahvé amenaça els habitants de Jerusalem per haver abandonat la fe jueva.
| « | Sentiu paraula de Yahvé, reis de Judá i habitants de Jerusalem. Això diu Yahvé dels exèrcits, el Dios de Israel: Jo porto sobre aquest lloc un malament tan gran que a tot el que el senti li brunziran els sentits, perquè em van abandonar i van alienar aquest lloc oferint en ell encens a déus estranys, que ni ells no havien conegut, ni els seus pares, ni els reis de Judá; i van omplir aquest lloc de sang d'innocents. Van edificar llocs alts a Baal, per cremar en el foc els seus fills en holocausts al mateix Baal; cosa que no els vaig enviar ni vaig dir ni em va venir al pensament. Per tant, vet aquí venen dies, diu Yahvé, que aquest lloc no es dirà més Tofet ni vall del fill d'Hinom, sinó vall de la Matança. I esvairé el consell de Judá i de Jerusalem en aquest lloc. Els faré caure a espasa davant dels seus enemics i a les mans dels que busquen les seves vides. Donaré els seus cossos per a menjar a les aus del cel i a les bèsties de la terra. Posaré a aquesta ciutat per espant i burla; tot aquell que passi per ella se sorprendrà i es burlarà de la seva destrucció. Els faré menjar la carn dels seus fills i la carn de les seves filles. Cada un menjarà la carn del seu amic, en el setge i el conflicte amb què els angoixaran els seus enemics i els que busquen les seves vides. | » |

En Lamentacions 4:1-22, en la quarta lamentació, que descriu el trist estat a què s'han vist reduïts els habitants de Jerusalem, inclòs el rei i la noblesa a causa dels pecats dels seus profetes i les maldats dels seus sacerdots, es llisten els greus mals que assolen els habitants de Jerusalem. Entre moltes altres calamitats se cita que han estat reduïts a l'antropofàgia